# Fundació Atlètic Balears
La Fundació Atlètic Balears (en castellano, Fundación Atlético Baleares) es una entidad sin ánimo de lucro, vinculada al Club Deportivo Atlético Baleares de Palma de Mallorca (Islas Baleares, España). Fue constituida el 21 de septiembre de 2007 e inscrita en el Registro Único de Fundaciones de las Illes Balears el 17 de noviembre de 2008 con CIF G-57526402.

## Historia
La idea de gestar una fundación vinculada al Club Deportivo Atlético Baleares se remonta a finales del siglo XX. En 1999 el escritor y poeta Guillem Soler organizó una exposición colectiva de artistas denominada 30 artistes per la Fundació Atlètic Balears, que donaron gratuitamente al club sus obras para promover la gestación de una fundación. La exposición fue mostrada al público en el Casal Solleric de Palma de Mallorca. A pesar de todo, la iniciativa no tuvo solución de continuidad debido a la inestabilidad institucional del club en aquellos años.
A partir de 2005, y coincidiendo con la superación de los problemas institucionales del club, volvió a hablarse de la constituir la Fundación. Finalmente esta se firmó ante notario el 21 de septiembre de 2007 con los socios fundadores siguientes:
- Fernando Crespí Luque, expresidente del club (2007-13)
- Antoni Bennàssar Moyà, exsecretario de la Junta Directiva del club
- Damià Estelrich Dalmau, expresidente del club (1985-86 y 2005-07)
- Gabriel Planisi Marín
- Jaume Fuster Carbonell
- Domingo Noguera Coll
- Joan Marí Torres
- Llorenç Gerard Pol Moreno

El Patronato estuvo compuesto inicialmente por Gabriel Planisi Marín, Jaume Fuster Carbonell y Domingo Noguera Coll. 
Inicialmente la Fundación iba a gozar de recursos económicos propios, provenientes principalmente de gestionar los ingresos de la publicidad del Estadio Balear y de canalizar las ayudas institucionales dirigidas al club. Además, incorporaba a su patrimonio fundacional la obra pictórica donada por los 30 artistas mallorquines que protagonizaron la exposición del Casal Solleric en 1999. A pesar de todo, la Fundación apenas estuvo operativa durante estos años. 
En 2011 se le dio un nuevo impulso coincidiendo con la designación de Pere Cladera como presidente y la presentación del nuevo proyecto de Fundación, pero siguió teniendo un papel irregular y fluctuante. Su iniciativa más reconocida durante estos años ha sido la tradicional visita a los niños enfermos del hospital palmesano de Son Llàtzer durante las navidades.
En 2017 la Fundación fue absorbida por el club y pasó a tener como presidente al máximo accionista y propietario del Atlético Baleares, Ingo Volckmann. Poco después esta adquirió de facto la titularidad del Estadio Balear al absorber los títulos de propiedad de los pequeños accionistas propietarios de la instalación, lo cual desbloqueó su futura reforma y rehabilitación.
Desde entonces es parte integrante del Club Deportivo Atlético Baleares, S.A.D. y está totalmente inactiva.

## Objetivos
De acuerdo con lo que especifica el artículo 6 de sus Estatutos, persigue objetivos de interés general. Los objetivos de la Fundación son los siguientes:
- Impulso del desarrollo del Atlético Baleares, además de su imagen a nivel local y nacional
- Compromiso con la cultura en todos los ámbitos
- Defensa de los valores del civismo, la convivencia y la promoción del deporte en las Islas Baleares

## Presidentes
- Gabriel Planisi Marín (2007-08)
- Fernando Miró Cortés (2008-11)
- Pere Cladera Colom (2011-14)
- Miquel J. Deyà Bauzà (2014-16)
- Antonio Muñoz Vidal (2016-17)
- Ingo Volckmann (2017-)